# 丁同民
丁同民（1969年1月—），男，汉族，河南台前人，中华人民共和国政治人物。曾任中共三门峡市委副书记、组织部部长，现任河南省人力资源和社会保障厅厅长。

## 生平
1992年，毕业于河南大学，同年进入中共濮阳市委党校工作。2008年10月，担任河南省社会科学院副院长。2016年9月，担任中共新乡市委常委，同年10月兼任市委宣传部部长。2019年3月，调任中共许昌市委常委、组织部部长。2020年1月，许昌市第七届人民代表大会第五次会议选举丁同民为河南省第十三届人民代表大会代表。2021年9月28日上午，中国共产党三门峡市第八届委员会在三门峡国际文博城会展中心举行第一次全体会议，丁同民当选为中国共产党三门峡市第八届委员会副书记，后兼任市委组织部部长。
2023年1月，升任河南省人力资源和社会保障厅党组书记、厅长。